# A Woman Like You
«A Woman Like You» — песня американского кантри-певца Ли Брайса, вышедшая 17 октября 2011 года в качестве 1-го сингла с его второго студийного альбома Hard 2 Love (2011).
Песня получила положительные отзывы, первое место в кантри-чарте Hot Country Songs и платиновые сертификации в Канаде и США.

## История
Композиция, в целом, была одобрительно встречена музыкальными экспертами и обозревателями.
Билли Дьюкс из Taste of Country дал этой песне четыре с половиной звезды из пяти, заявив, что «простой и сдержанный подход, с которым Брайс подходит к песне, является хорошим отражением истории любви, которую он описывает». Аллен Джейкобс of Roughstock дал песне четыре звезды из пяти, написав, что «Ли продолжает демонстрировать очаровательную индивидуальность и вокальный стиль». Бен Фостер из Country Universe дал песню B-, говоря, что «это очень красивая мелодия, конечно, но текст не совсем складывается».

## Музыкальное видео
Официальное музыкальное видео вышло в ноябре 2011 года, режиссёр Eric Welch.

## Чарты и сертификации

### Еженедельные чарты
| Чарт (2011-12)                      | Высшая позиция |
| ----------------------------------- | -------------- |
| Канада (Billboard Canadian Hot 100) | 49             |
| США (Billboard Hot 100)             | 33             |
| США (Billboard Hot Country Songs)   | 1              |

### Годовые итоговые чарты
| Чарт (2011—12)               | Позиция |
| ---------------------------- | ------- |
| US Country Songs (Billboard) | 22      |

### Сертификации
| Регион | Сертификация | Продажи    |
| --- | ------------ | ---------- |
| Канада (Music Canada) | Платиновый   | 80,000^    |
| США (RIAA) | Платиновый   | 1 000 000^ |
| * Данные о продажах приведены только на основе сертификации. ^ Данные о тиражах приведены только на основе сертификации. |              |            |